# De toverster
De toverster is het tweeëntwintigste verhaal uit de stripreeks Dag en Heidi.  Het werd in 1984 uitgegeven door de Standaard Uitgeverij als twaalfde album uit een reeks van zestien. 

## Personages
- Dag
- Heidi
- Twinkeling

## Verhaal
Twinkeling is een ster die op de aarde is neergekomen in de gedaante van een mooie vrouw. Ze heeft de hulp van Dag en Heidi ingeroepen om de wonderster (een toverstaf) terug te vinden die ze tijdens haar huwelijksfeest met Sterka heeft laten vallen. Zonder de wonderster kunnen ze geen sterrenkinderen krijgen en zou de Melkweg langzaam uitdoven. Dag en Heidi besluiten Twinkeling te helpen. Om de wonderster terug te vinden moeten ze door een toverbos dat veel gevaren herbergt.
Zo redden en verzorgen ze een haasje dat door een jager werd belaagd en bevrijden een wit paard dat door een gorilla gevangen werd gehouden in een kuil. Twinkeling neemt de plaats in van het paard, waardoor Dag en Heidi alleen verder moeten. Ze krijgen na een bepaalde tijd honger, maar als ze een boom met gelen peren vinden, zijn er een hele boel dwergen die hen verhinderen de vruchten te plukken. En als ze een bessenstruik vinden, klinkt er een waarschuwende stem dat als ze ervan zouden eten ze in een kruik zouden veranderen. Uiteindelijk vinden ze een oude vrouw die vlees aan het roosteren is. Ze geeft Heidi een  stukje die door ervan te eten in een koolmees verandert. De oude vrouw verdwijnt hierna in het niets.
De kinderen zetten hun tocht verder. Dat Heidi kan vliegen blijkt ook een voordeel te zijn. Ze krijgen hulp van het paard en het haasje dat ze eerder hadden gered, die hen tot bij een groot meer brengen. Dit moeten ze oversteken. Heidi waarschuwt Dag dat hij er niet over kan zwemmen want ze heeft piranha's in het water opgemerkt. Dag bouwt een vlot en kan zo de overkant bereiken. Als ze het kasteel betreden vinden ze meteen de wonderster, maar door een zwavelgeur raken ze bedwelmd. Een onweer barst los dat inslaat op de wonderster en deze naar de hemel stuurt.
Als Dag en Heidi de volgende dag ontwaken in hun eigen bed (Heidi is ook niet langer een vogeltje), vragen ze zich af of het hele avontuur gedroomd hebben. Maar als ze buiten komen en naar de hemel kijken zien ze de dankbare glimlach van Twinkeling.